# Thủy điện Sông Lô 3
Thủy điện Sông Lô 3 là công trình thủy điện xây dựng trên sông Lô tại vùng đất thị trấn Vị Xuyên và xã Ngọc Linh huyện Vị Xuyên tỉnh Hà Giang, Việt Nam .
Thủy điện Sông Lô 3 có công suất lắp máy 18 MW với 3 tổ máy, khởi công tháng 12/2011 dự kiến hoàn thành năm 2015 . Tuy nhiên đến tháng 8/2015 thì nó vẫn có tên trong danh sách các công trình dạng "quy hoạch treo"  và năm 2016 chuyển sang chủ đầu tư mới .
Đây là thủy điện duy nhất ở Hà Giang ứng dụng công nghệ cột nước đứng, một công nghệ tiên tiến nhất trong việc xây dựng nhà máy thủy điện hiện nay.
Phía thượng nguồn là Thủy điện Sông Lô 2 22°44′1″B 104°59′9″Đ / 22,73361°B 104,98583°Đ, và hạ nguồn là Thủy điện Sông Lô 4 22°32′41″B 104°54′41″Đ / 22,544846°B 104,911361°Đ.